# 卡拉斯科國際機場
卡拉斯科國際機場（西班牙語：Aeropuerto Internacional de Carrasco）位於海岸城，為烏拉圭最大的機場。

## 外部連結
- 世界航空数据库中的SUMU机场数据，数据截止日期：2006年10月。來源：DAFIF.
- 在大圆制图人（Great Circle Mapper）上的SUMU机场信息 （来源：DAFIF 2006年10月生效）.
- NOAA/NWS上SUMU机场的即時天氣